# CD52
آنتی‌ژن کَم‌پث ۱ (انگلیسی: CAMPATH-1 antigen) موسوم به مجموعه تمایزی ۵۲ (CD52)، یک گلیکوپروتئین است که در انسان توسط ژن «CD52» کُدگذاری می‌شود.
CD52 بر روی سطح لنفوسیت‌های بالغ موجود است اما بر روی یاخته‌های بنیادی سازندهٔ لنفوسیت‌ها دیده نمی‌شود. این گلیکوپروتئین همچنین بر سطح مونوسیت‌ها، سلول‌های دندریتیک، اسپرم بالغ و درون مجاری تناسلی مردان دیده می‌شود.
CD52 پپتیدی با ۱۲ اسید آمینه است که به گلیکوزیل‌فسفاتیدیل‌اینوزیتول متصل است و از آنجایی که اندکی بار الکتریکی منفی دارد و بیشتر بر روی لنفوسیت و اسپرم دیده می‌شود، تصور دانشمندان بر آن است که وظیفه ضد چسبندگی دارد و به این سلول‌ها اجازهٔ تحرک آزادانه را می‌دهد.

## اهمیت بالینی
CD52 با بروز برخی انواع لنفوم در ارتباط است.
این پروتئین یکی از اهداف داروی آلمتوزومب، نوعی پادتن مونوکلونال است که در درمان «لوسمی مزمن لنفاوی (CLL)» بکار می‌رود. نتایج یک کارآزمایی بالینی فاز ۳ نشان داده که آلمتوزومب به عنوان خط اول درمان، در کاهش تعداد عودهای «ام‌اس عودکننده-بهبودیابنده» مؤثر است، اما کاهش چشمگیری در کاهش ناتوانی تجمیعی این بیماران ایجاد نمی‌کند. البته یک مطالعه دیگر در بیمارانی که علی‌رغم دریافت اینترفرون نوع ۱ و گلاتیرامر استات دچار عود شده بودند، نشان داد که آلمتوزومب باعث کاهش عودها و ناتوانی گردید. ۲۰٪ بیماران دریافت‌کنندهٔ اینترفرون نوع ۱ دچار «ناتوانی تجمیعی پایدار» بودند، حال آنکه این میزان در مصرف‌کنندگان آلمتوزومب ۱۳٪ بود.